# George Shepherd
George Shepherd, född 23 april 1938, död 19 maj 2022, var en friidrottare från Kanada. Han deltog vid olympiska sommarspelen 1960.